# Szał uniesień
Szał lub Szał uniesień – obraz olejny Władysława Podkowińskiego z 1894 roku. Jest jednym z najbardziej znanych polskich obrazów, uważanym przez znawców sztuki za pierwsze znaczące dzieło nurtu symbolizmu w polskim malarstwie. Podczas pierwszej publicznej wystawy wzbudził rozgłos i kontrowersje. Zniszczony przez autora, został odrestaurowany po jego śmierci przez Witolda Urbańskiego, zakupiony przez Feliksa Jasieńskiego, przekazany w darowiźnie Muzeum Narodowemu w Krakowie, w którego zbiorach znajduje się od 1920 roku.

## Opis
Obraz jest aktem przedstawiającym nagą, rudowłosą kobietę na oszalałym karym koniu stającym dęba. Zwierzę odsłania zęby, ma wysunięty język i rozszerzone chrapy, z pyska toczy pianę. Kobieta dosiada je na oklep, obejmuje za szyję, ma zamknięte oczy, jej rozwiane włosy splatają się z końską grzywą. Płótno ma ponad trzy metry wysokości i przedstawia postacie naturalnej wielkości.
Gama kolorystyczna jest dość ograniczona – składa się z czerni, brązów i szarości skontrastowanych z bielą i żółcienią. Obraz dzieli się na część jasną i ciemną (zobacz też: chiaroscuro). Lewy górny róg jest rozświetlony, kierując uwagę na jasną postać kobiety i pysk konia. Prawa strona obrazu przedstawia skłębiony mrok, w którym z trudem można dostrzec koński zad i ogon.

## Historia obrazu

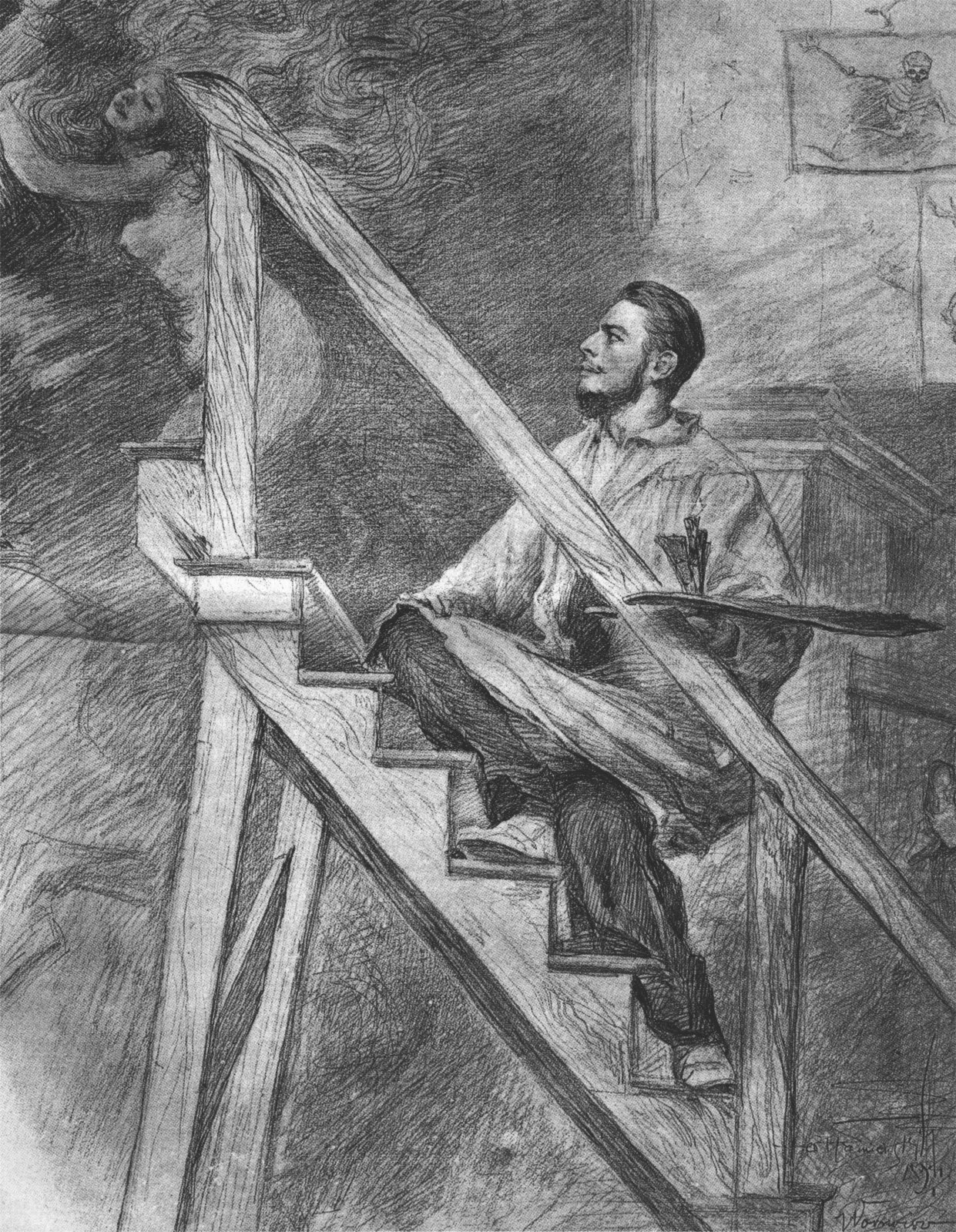
Władysław Podkowiński malujący „Szał”, Antoni Kamieński, 1895

### Powstanie dzieła
Według relacji przyjaciela artysty Stefana Laurysiewicza zamysł obrazu powstał już w 1889, podczas pobytu w Paryżu; wizja kobiety dosiadającej oszalałego konia pochłaniała go niezmiernie i odbierała spokój. Szkice do obrazu opracowywał przez kilka lat. W 1893 obraz był już ukształtowany w ogólnych zarysach, o czym świadczy szkic olejny wykonany w technice impresjonistycznej. W dalszym procesie twórczym malarz ograniczał skalę kolorystyczną, zrezygnował z impresjonistycznej maniery, nie umieścił też ostatecznie występującego w późniejszych pracach motywu lawiny kamieni spadającej ze skalistego zbocza. Płótno powstawało w Warszawie, przez trzy miesiące na przełomie 1893–1894 w pracowni artysty: przeszklonym belwederze pałacu Kossakowskich. W ostatnich tygodniach malarz chorował i według jego słów malował prawie z łóżka.

### Pierwsza wystawa
Dzieło zostało wystawione po raz pierwszy w warszawskiej Zachęcie przez Towarzystwo Zachęty Sztuk Pięknych. Otwarcie wystawy miało miejsce 18 marca 1894. Towarzystwo poinformowało w prasie, że w dowód uznania połowę dochodów przekaże Podkowińskiemu. Wystawie towarzyszyła atmosfera sensacji i skandalu. W pierwszym dniu obraz obejrzało tysiąc widzów, a przez 36 dni trwania ekspozycji w sumie 12 tys. osób, co przyniosło kasie galerii prawie 350 rubli dochodu.
Mimo powodzenia obrazu nie mógł on znaleźć nabywcy: najwyższa oferta wynosiła 3 tys. rubli, zaś artysta żądał 10 tys.
Rankiem 23 kwietnia 1894 (37. dnia wystawy), tuż przed planowanym zakończeniem ekspozycji dzieło zostało pocięte nożem przez autora. O motywach takiego działania malarz wypowiadał się niejasno. Według relacji Aleksandra Świętochowskiego artysta uznał, że dotrzymawszy obowiązku wobec publiczności w dniach, w którym obraz miał być zdjęty, zamiast po prostu go schować wolał skonstatować zawód doznany, zawód całkiem indywidualny. Wiktor Gomulicki zapisał jego zwierzenia, według których zniszczenie obrazu było chwilą piekielną: rozdzierane płótno kojarzyło mu się z krzykiem, a widok rusztowania z kośćmi. Żalił się też w słowach: ...zrobiłem ofiarę z rzeczy, która w danej chwili była mi najdroższa. I gdybym przynajmniej był pewien, że ofiara ma nie będzie daremna, że postępek zostanie zrozumiany i doceniony.
Do decyzji artysty mogły się przyczynić plotki krążące o rzekomo sportretowanej w obrazie kobiecie z towarzystwa, którą artysta miał darzyć nieodwzajemnionym uczuciem. Zniszczenie obrazu i przedwczesna śmierć Podkowińskiego podsyciły te spekulacje, dodając do legendy także samobójstwo. Przesłanką świadczącą za tą hipotezą są ślady cięć na płótnie wskazujące, że to postać kobiety była celem ataku. Obiektem uczuć artysty mogła być Ewa Kotarbińska, którą poznał podczas letniego pobytu w pałacu Wincentyny Karskiej w Chrzęsnem pod Warszawą. Była ona brunetką, jednak Helena Kiniorska we wspomnieniach zapisanych na prośbę Wiesławy Wierzchowskiej zanotowała: rodzina osoby, w której się nieszczęśliwie kochał, dopatrywała się podobieństwa jej z kobietą z Szału i w ostrych słowach potępienia zwróciła się do Podkowińskiego. Ten, nie znosząc nagany i pełen, jak zawsze, dumy... obraz zniszczył.

### Po śmierci twórcy
Po śmierci Podkowińskiego obraz został odrestaurowany przez Witolda Urbańskiego. Odrestaurowane dzieło matka artysty wypożyczała przez pośrednika na wystawy m.in. w Łodzi, Krakowie, a nawet Moskwie i Petersburgu. Ostatecznie płótno nabył w 1901 Feliks Jasieński za kwotę 1000 rubli, a w 1920 roku przekazał je w darze Muzeum Narodowemu w Krakowie.

## Opinie
Większość krytyki i publiczności przyjęła obraz entuzjastycznie, mimo wytykanych przez znawców sztuki błędów warsztatowych. Ze strony konserwatywnych mieszczan (tzw. „filistrów”) pochodziły nieliczne głosy oburzenia na dzieło, jako skandaliczne i obrażające dobre obyczaje.

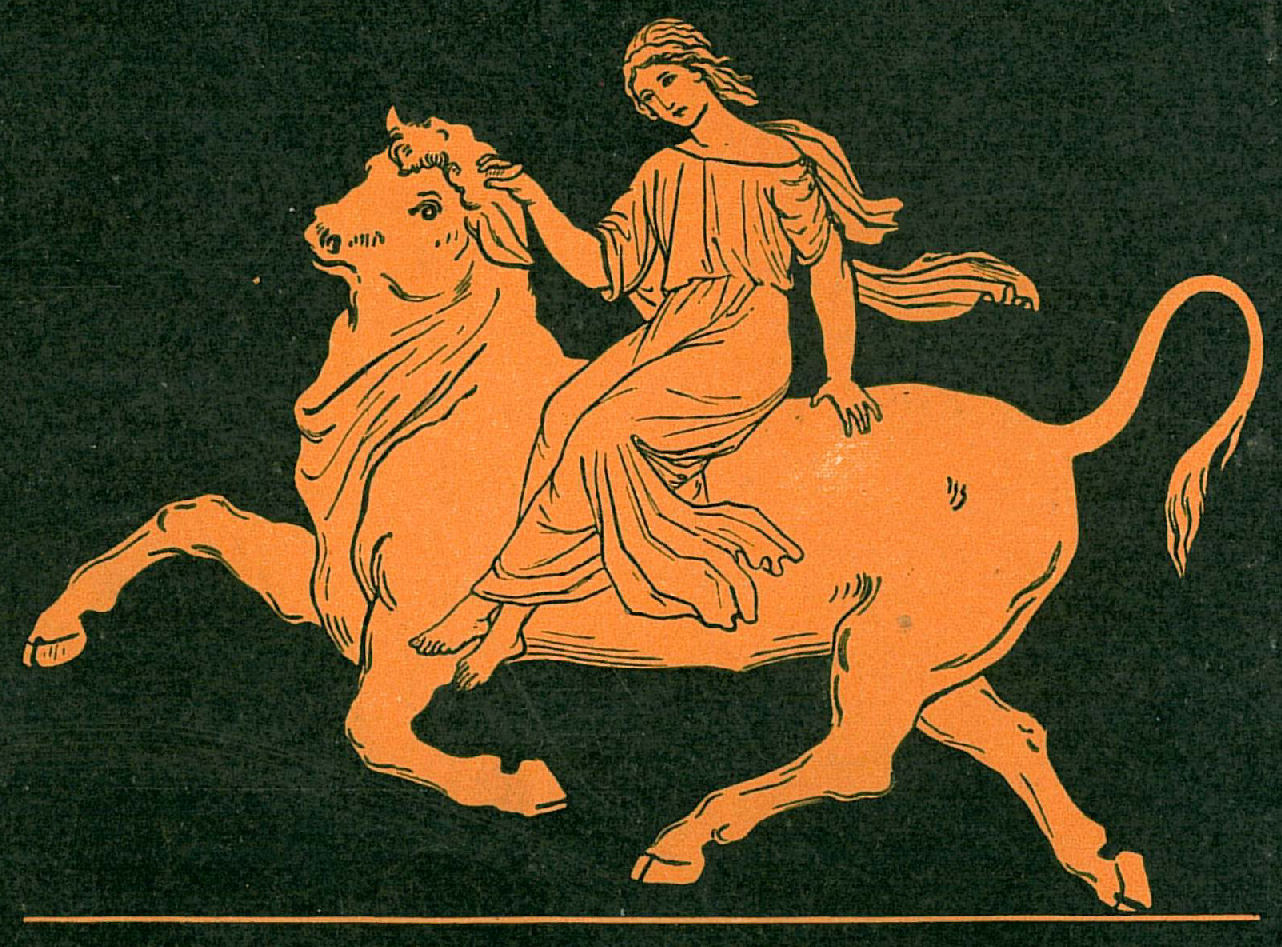
Europa niesiona przez Zeusa pod postacią byka

W obrazie dopatrywano się nawiązania do mitu o Europie. W alegorycznej warstwie przekazu uznawano, że kobieta niesiona przez demonicznego rumaka jest porwana przez namiętność erotyczną, zaś obraz symbolizuje niszczycielską siłę instynktów. Recenzent Kraju pisał:

Jest to szał upojenia zmysłowego, ale odmienny zgoła od szałów klasycznych, średniowiecznych i filozoficzno-rozpustnych (...) Nie jest to nawet szał romantyczny (...) graniczy bezpośrednio ze znanym z psychiatrii szałem niszczycielskim – zabójczym lub samobójczym

Obecnie przyjmuje się obraz jako dzieło prekursorskie dla nurtu symbolizmu w malarstwie polskim. Współcześni Podkowińskiemu twórcy młodego pokolenia widzieli w nim manifest nowej sztuki, buntującej się przeciwko zastanym kanonom. Ówcześni krytycy podkreślając wyjątkowość dzieła, wzbraniali się jednak przed zakwalifikowaniem go do jakiegoś nurtu: Stefan Laurysiewicz napisał:

Praca taka przy całej oryginalności swoich wad i wielkości swoich zalet powinna stanąć odrębnie, jako oderwane dzieło dużego talentu, nie dążące do żadnego kierunku.

Obraz pozostał jednym z najbardziej znanych i rozpoznawanych dzieł w historii polskiego malarstwa. Według oceny krytyka sztuki Jerzego Madeyskiego, jest równie popularny co dzieła Jana Matejki.

## Inspiracje i nawiązania
Szał uniesień jest często reprodukowany, powstają też jego repliki w wykonaniu współczesnych artystów. W 1899 wielką popularność zdobyła sztuka Jana Augusta Kisielewskiego pod tytułem W sieci, której główną bohaterką jest studentka malarstwa zauroczona wystawą Szału. Jacek Kaczmarski w piosence „Epitafium dla Włodzimierza Wysockiego” nawiązywał do obrazu Podkowińskiego:
Tu do mnie! Tu do mnie!
Ruda chwyta mnie dziewczyna swymi dłońmi
I do końskiej grzywy wiąże
Szarpię grzywę – rumak rży!
Ona – co ci jest mój książę? –
Szepce mi...
Do motywu nagiej kobiety na koniu jako symbolu erotyzmu nawiązali twórcy filmu Widziadło z 1983. Na festiwalu polskiej piosenki w Opolu w 1994 podczas kabaretonu Jacek Wójcicki wykonał Pieśń konia według „Szału uniesień” Podkowińskiego w stulecie powstania obrazu (tekst: Leszek Wójtowicz, muzyka: Ewa Kornecka), w której koń z obrazu Podkowińskiego uskarża się na swój los i grozi artyście:
Pędzę więc dalej, pędzę na oślep,
Ale uważaj, nędzny malarzu,
Że jak się wścieknę, to babę strącę,
A wtedy zniknę z tego obrazu!
W 2007 na okładce miesięcznika Machina znalazła się fotografia piosenkarki Tatiany Okupnik przypominająca scenę z obrazu. Według doniesień prasowych, piosenkarka nie pozowała do zdjęcia nago, lecz w kostiumie kąpielowym, który został usunięty komputerowo.
Popularność obrazu wykorzystana została także w reklamie.